# Fünf Freunde 2
Fünf Freunde 2 (Nederlands: De Vijf en het Groene Oog Mysterie) is een Duitse jeugdfilm, gebaseerd op de gelijknamige boekenserie van Enid Blyton. Deze film is grotendeels gebaseerd op het verhaal De Vijf in de knel.

## Rolverdeling

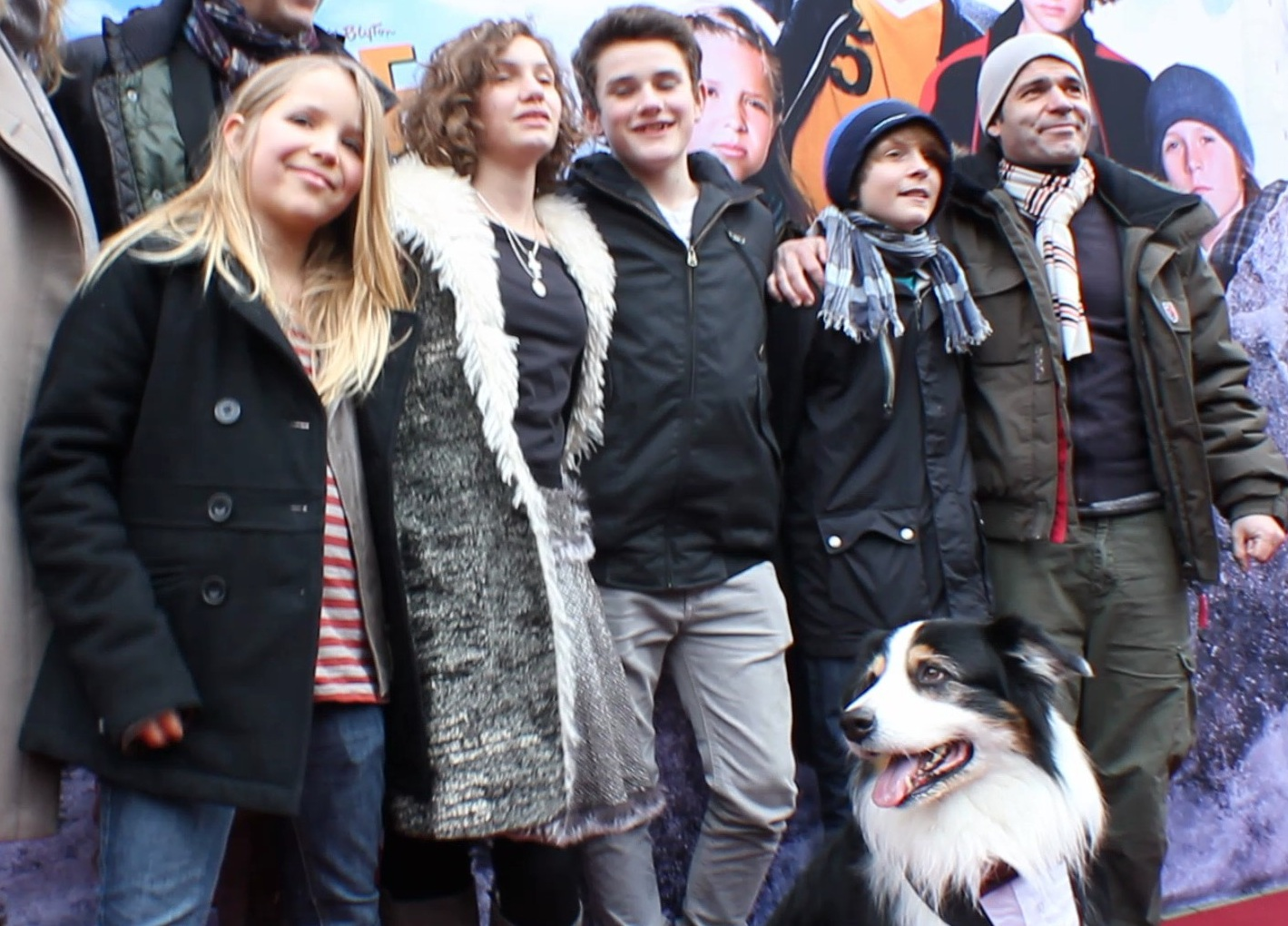
De hoofdcast en de regisseur van de film.

- Valeria Eisenbart als George
- Quirin Oettl als Julian
- Justus Schlingensiepen als Dick
- Neele-Marie Nickel als Anne
- Coffey (border collie) als Timmy
- Kristo Ferkic als Hardy